# スカイライン・ドライブ

スカイライン・ドライブはバージニア州北部（左上の図）にあり、シェナンドー国立公園の全長を走る。南側（左下）はブルーリッジ・パークウェイ（茶色）へ続く。

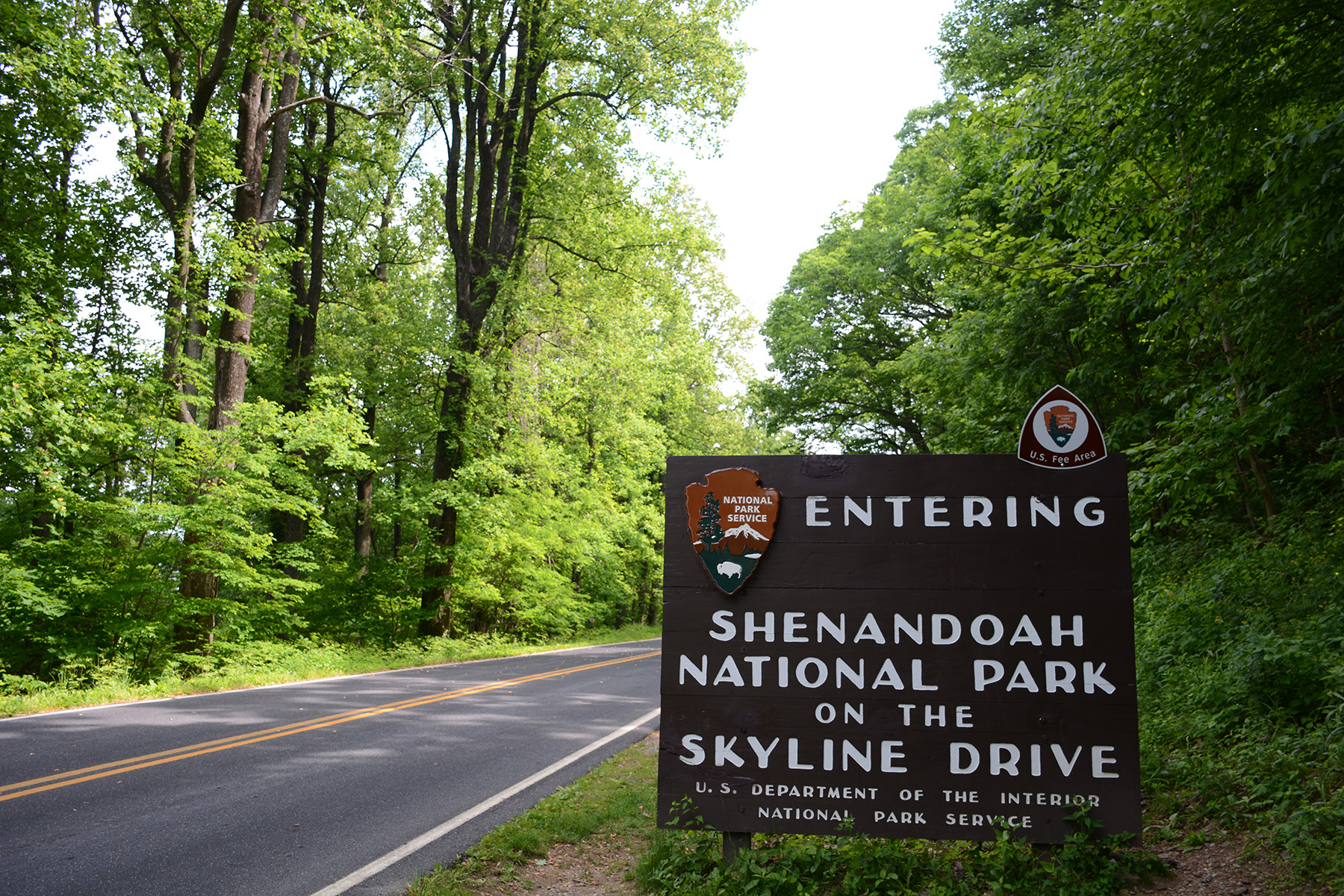
スカイライン・ドライブの南側入り口の看板。

スカイライン・ドライブ（英語: Skyline Drive）は、アメリカ合衆国バージニア州北部のシェナンドー国立公園の全長を走る道路である。

## 概要
スカイライン・ドライブは、バージニア州のブルーリッジ山脈にある国立公園局のシェナンドー国立公園の全長を走る169キロメートル（105マイル）の道路で、ほぼ山の尾根に沿っている。この道路の北端はフロントロイヤル近くの国道340号線（US 340）との交差点にあり、南端はロックフィッシュギャップの州間高速道路64号線（I-64）近くの国道250号線（U.S. Route 250）とのインターチェンジにあり、そこから南へはブルーリッジ・パークウェイに続いている。道路の途中には、ソーントン・ギャップの国道211号線（U.S. 211）およびスウィフトラン・ギャップの国道33号線（U.S. 33）との中間インターチェンジがある。スカイライン・ドライブは、ブルーリッジ・パークウェイのバージニア部分も含むバージニア州道48号線（Virginia State Route 48）の一部であるが、この指定は正式にはなっていない。
スカイライン・ドライブの建設は、1933年から1939年にフランクリン・ルーズベルト大統領時代におもに市民保全部隊により行われた。現在通行は有料で4か所の料金所がある。1997年にはアメリカ合衆国国家歴史登録財に、2005年にシーニックバイウェイに、2008年にアメリカ合衆国国定歴史建造物に指定された。